# T'erea Brown
T'erea Brown (* 24. Oktober 1989 in Charleston, South Carolina) ist eine ehemalige US-amerikanische Hürdenläuferin, die sich auf die 400-Meter-Distanz spezialisiert hat.

## Sportliche Laufbahn
T'erea Brown wuchs in Hampton, Virginia, auf und studierte ab 2007 an der University of Miami. Erste internationale Erfahrungen sammelte sie im Jahr 2010, als sie bei den U23-NACAC-Meisterschaften in Miramar in 12,86 s und 55,14 s jeweils die Goldmedaille über 100 m Hürden und 400 m Hürden gewann. Im Jahr darauf wurde sie NCAA-Collegemeisterin im 400-Meter-Hürdenlauf und 2012 wurde sie bei der Golden Gala in Rom in 54,9 s Dritte. Anschließend siegte sie in 54,85 s beim adidas Grand Prix klassierte sich dann bei den Olympischen Sommerspielen in London mit 55,07 s im Finale auf dem fünften Platz. Nachdem sie 2016 die erneute Teilnahme an den Olympischen Spielen verpasst hatte, beendete sie ihre aktive sportliche Karriere im Alter von 26 Jahren.
2010 wurde Brown US-amerikanische Meisterin im 400-Meter-Hürdenlauf.

## Persönliche Bestleistungen
- 100 m Hürden: 12,84 s (+1,8 m/s), 12. Juni 2010 in Eugene
  - 60 m Hürden: 8,00 s, 12. März 2010 in Fayetteville
- 400 m Hürden: 54,21 s, 6. August 2012 in London